# Mario Casillas (político)
José Mario Casillas Ardila (Ubrique, 1984), más conocido como Mario Casillas, es un político y entrenador de futbol español del Partido Popular.

## Biografía
Casado y es padre de dos hijas, es alcalde de Ubrique desde 17 de junio de 2023, tras la dimisión de Isabel Gómez García. Además, es secretario del PP de su localidad natal. 
Antes de la política era entrenador de futbol con el equipo Ubrique CD hasta su renuncia el 14 de febrero de 2023.